# Allocosa parva
Allocosa parva là một loài nhện trong họ wolfspinnen (Lycosidae).
Loài này thuộc chi Allocosa. Allocosa parva được Richard C. Banks miêu tả năm 1894.